# Israeler
Israeler (hebreiska: יִשְׂרְאֵלִים; arabiska: إسرائيليين) är invånare i den moderna staten Israel. En judisk medborgare i Israel, som är född i landet, kan informellt kallas sabra, efter en kaktus som växer i regionen. Det användes ursprungligen, före Israels självständighet om judar som var födda och uppvuxna i Osmanska rikets Palestina eller Brittiska Palestinamandatet.